# 庫里卡卡區
庫里卡卡區（西班牙語：Distrito de Curicaca），是秘魯的一個區，位於該國中部胡寧大區的豪哈省，始建於1962年5月2日，面積64.68平方公里，海拔高度3,532米，2005年人口1,880，人口密度每平方公里29人。